# ニコライ・ニコラエヴィチ (1831-1891)
ニコライ・ニコラエヴィチ（ロシア語: Великий князь Николай Николаевич, 1831年7月27日 - 1891年4月13日）は、ロシアの皇族、ロシア大公。皇帝ニコライ1世とその妻アレクサンドラ・フョードロヴナ皇后との間に生まれた第6子、三男。名前および父称が同じ長男ニコライと区別するため、「年長」を意味するスタルシー（Старший）を付けて呼ぶことがある。軍人として育てられ、1877年に起きた露土戦争では元帥としてドナウ川方面のロシア軍を指揮した。

## 生涯
ニコライは1831年7月27日にツァールスコエ・セローで生まれた。両親のニコライ1世とアレクサンドラ・フョードロヴナ（プロイセン王女シャルロッテ）は非常に仲が良く、子供たちにも愛情を注ぎ高度な教育をほどこした。
父皇帝は三男のニコライに軍人の道を歩ませる気でいた。生まれた当日には、ニコライは近衛槍騎兵部隊の名誉隊長に任じられ、また近衛工兵大隊の所属名簿に名前が載せられていた。ニコライが初めて本格的に従軍した戦争は20代前半に起きたクリミア戦争であり、1854年のインケルマンの戦いが最初に経験した戦闘だった。ニコライ大公は軍事技術に並大抵でない関心を持っていた。1856年に彼は軍の技術部門の監察総監となり、さらに1864年には近衛軍の司令官に昇進した。1873年には、大公は長兄アレクサンドル2世に随行してベルリンで開かれたロシア、オーストリア、ドイツの三帝会談の場に居合わせた。
ニコライ大公が軍人として目立ったのは露土戦争の時くらいである。大公は戦略家としては無能だと言われていたにもかかわらず、ドナウ方面軍の最高司令官に任じられたのだった。ニコライは戦争初期の優位な状態を全く活かせず、その結果戦争の後半では自分の指揮下にある軍隊が大きな被害を受ける羽目になった。ロシア軍がルメリアからの撤退を余儀なくされ、プレヴェン攻囲戦に失敗して以後、ニコライは形式上は最高司令官の地位には留まりつつも、実質的には軍の指揮権を失った。麾下の軍隊が勝利したおかげで、ニコライはアドリアノープル占領に成功してサン・ステファノ条約締結にこぎ着けることが出来たが、戦争が終わると、アドリアノープルに司令部を置きながらなぜイスタンブールを包囲しなかったのかと国民の非難を受けた。大公はまた金にだらしなく、晩年には賄賂を受け取ったり公金を横領したことが明るみに出たりし、はては財政的に立ち行かなくなった。
アレクサンドルは三弟の軍人としての経歴に箔をつけてやろうと考え、ニコライをサンクトペテルブルク軍管区の司令官の地位につけた。その後大公は元帥、騎兵隊監察総監、ロシア技術部隊監察総監を歴任した。ニコライは軍隊では重んじられる存在だった。またロシア帝国国家評議会の評議員にも名を連ねた。
ニコライ大公は背が高く非常に細長い鼻の持ち主で、不器量なうえに頭も良くなかった。大公は非常な女好きとして有名で、「妻以外のすべての女性を愛している」と同時代人から揶揄された。彼は軍隊生活と狩猟を愛し、また美食家としても有名だった。ニコライはまた牛、犬、馬のブリーダーとして、また魚釣りや狩猟に関しては玄人はだしだった。サンクトペテルブルクにあった彼の華美な邸宅ニコラエフスキー宮殿（1853年から1861年にかけて改装された）では、馬に関する話題が尽きなかった。

### 結婚
1856年2月6日、ニコライは従兄のピョートル・オリデンブルクスキー公爵（オルデンブルク公子ペーター）の娘アレクサンドラ・ペトロヴナと意に染まぬ結婚をした。アレクサンドラはニコライの叔母エカテリーナ・パヴロヴナ大公女の孫娘で、ニコライの従姪にあたる公女だった。アレクサンドラ大公妃は地味で野暮ったく、また夫妻の間には共通するものもなかった。大公夫妻には息子が2人生まれた。
- ニコライ（1856年 – 1929年）
- ピョートル（1864年 – 1931年）

夫婦関係は次男が生まれる頃には破綻してしまった。大公がバレリーナのエカチェリーナ・チスロヴァを愛人にし、以後長く関係を続けたからである。大公は長くもう一つの「家庭」を営み、チスロヴァとの間に5人の子女をもうけた。
- オリガ（1868年 - 1950年） - ミハイル・カンタクジノ公爵（ワラキアの旧統治者の家系出身）と結婚
- ウラジーミル（1873年 - 1942年）
- エカチェリーナ（1874年 - 1940年）
- ニコライ（1875年 - 1902年）
- ガリーナ（1877年 - 1878年）

ニコライは愛人のチスロヴァを貴族に取り立て、二人の間に生まれた子供たちにはニコラエフ姓を名乗らせた。アレクサンドラ大公妃は、ニコライの兄のアレクサンドル2世にニコライの浮気についてなんとかするように訴え出たことがあったが、アレクサンドル2世は逆にアレクサンドラの魅力のなさを批判した。だがその後アレクサンドル2世はニコライに節度を持つように諭してもいる。

### 晩年
ニコライ大公は1881年3月に兄アレクサンドル2世が暗殺された時、二人の息子を連れてカンヌに滞在中であり、兄の死を知ると急いで帰国した。ロシアの帝位を兄の息子アレクサンドル3世が引き継ぐと、ニコライ大公の権勢は途端に弱まり始めた。アレクサンドル3世は叔父のニコライに特に好感を持っているわけではなく、叔父のもつ影響力を断固として排除することに努めた。自分が行った軍事費用の不正請求が明るみに出ると、ニコライ大公の権威は地に落ちた。大公は釈明の場で軽率にも政府の役人や軍の幹部を非難したため、役職を剥奪された。アレクサンドル3世は叔父のだらしない女性関係をも非難した。
このころまでに、ニコライ大公は公然と愛人のチスロヴァと同居していた。妻のアレクサンドラ大公妃は賢明にも夫の許を去って1881年にキエフに移ったが、夫の要求する離婚には頑として応じようとしなかった。大公夫妻の二人の息子たちはいずれも母親の味方についたので、親子関係は決裂したが、大公父子はニコラエフスキー宮殿で同居を続けた。チスロヴァは自分と子供たちが日蔭の身であることに文句を言い続けていたし、財政状況が立ち行かなくなったためニコラエフスキー宮殿も抵当に入った。1882年、ニコライ大公は破産した。彼は政府の監督下におかれ、つましい家に移されて生活することになった。
離婚することも出来ないニコライは、妻より長生きして愛人のチスロヴァと結婚してやることだけを望んでいたが、皮肉にもチスロヴァはニコライに先だって1889年にクリミアで急死し、一方で妻のアレクサンドラはニコライよりも9年長生きしたため、望みは叶わなかった。チスロヴァが死んで間もなく、ニコライは精神を病んだ。咽頭癌が脳に転移したのである。ニコライは錯覚に悩まされ、全ての女性が自分を愛していると感じるようになった。バレエの観劇中、ニコライ大公はある若い男性のダンサーが自分の女を奪う気だと思い込み、そのダンサーに飛びかかったこともあった。1890年、ニコライ大公は精神異常と診断されてクリミアで監禁生活を送ることになった。大公は1891年の4月、クリミアのアルプカで死んだ。帝室での大公の評判は悪かったため、彼の死はさほど悼まれなかった。大公は膨大な財産を使い果たし、その莫大な借金を帳消しにするためにニコラエフスキー宮殿はすぐに売却された。